# Abri de Cro-Magnon
Abri de Cro-Magnon – nawis skalny, znajdujący się nad brzegiem rzeki Vézère w pobliżu Les Eyzies-de-Tayac-Sireuil we francuskim departamencie Dordogne. Od 9 stycznia 1957 roku posiada status monument historique, w kategorii classé (zabytek o znaczeniu krajowym). 
Stanowisko zostało odkryte przypadkowo w 1868 roku podczas budowy drogi. Powiadomiony o odkryciu Édouard Lartet przeprowadził prace wykopaliskowe, odsłaniając w znajdującej się pod nawisem jaskini o długości 17 m kilka warstw stratygraficznych, zawierających kości zwierzęce, narzędzia kamienne i ślady ognisk. Odkryte zostały także liczne ozdoby wykonane z muszelek i kości.
W trakcie prac wykopaliskowych w Cro-Magnon znalezione zostały fragmenty kości ludzkich: mężczyzny w zaawansowanym wieku, kobiety, płodu i dwóch innych osobników, przypuszczalnie mężczyzn. Ich wiek oceniany jest na ok. 27,5 tys. lat. Były to jedne z pierwszych znalezisk szczątków kopalnego podgatunku człowieka współczesnego, którego od nazwy stanowiska nazwano Człowiekiem z Cro-Magnon.

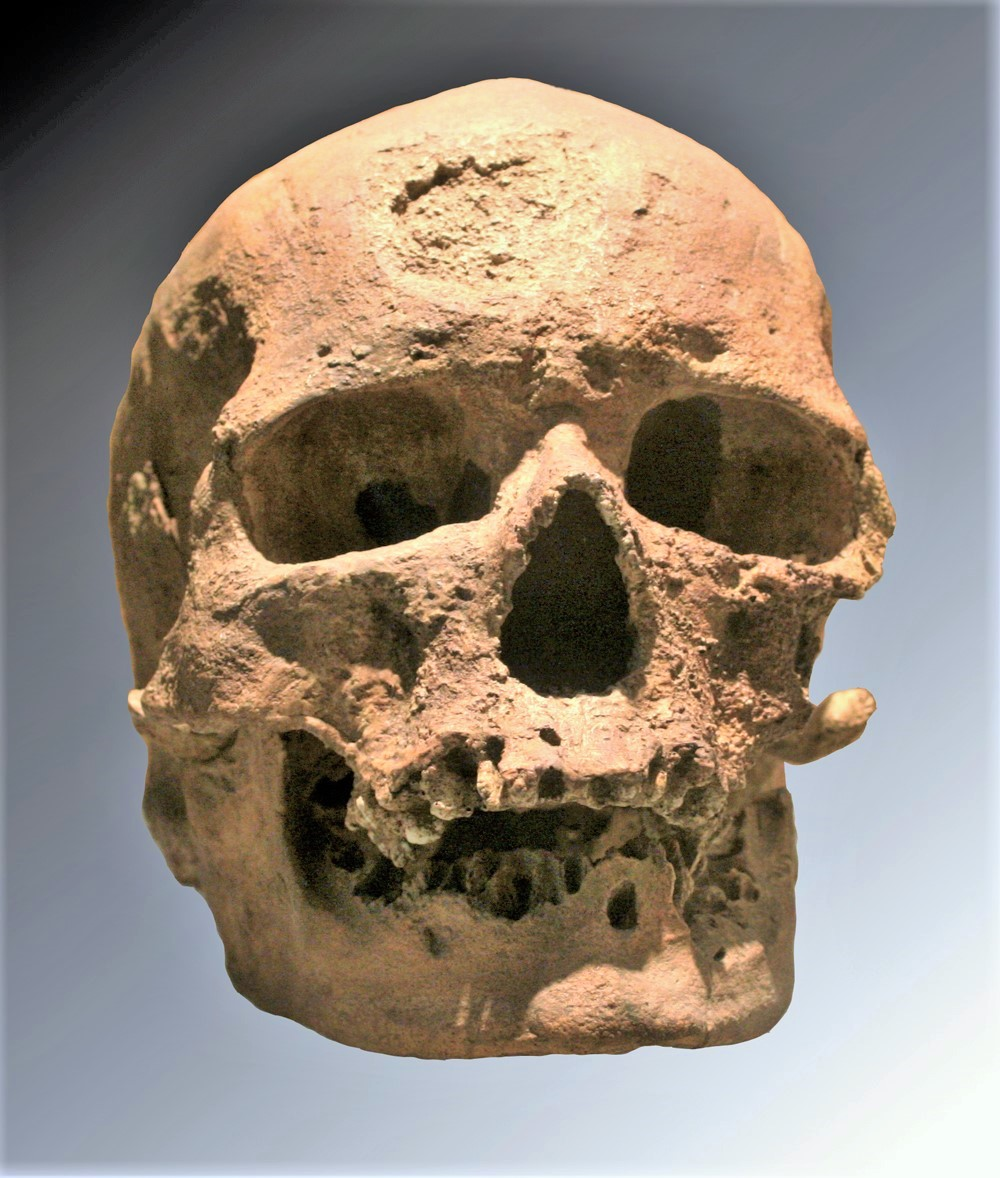
Czaszka mężczyzny
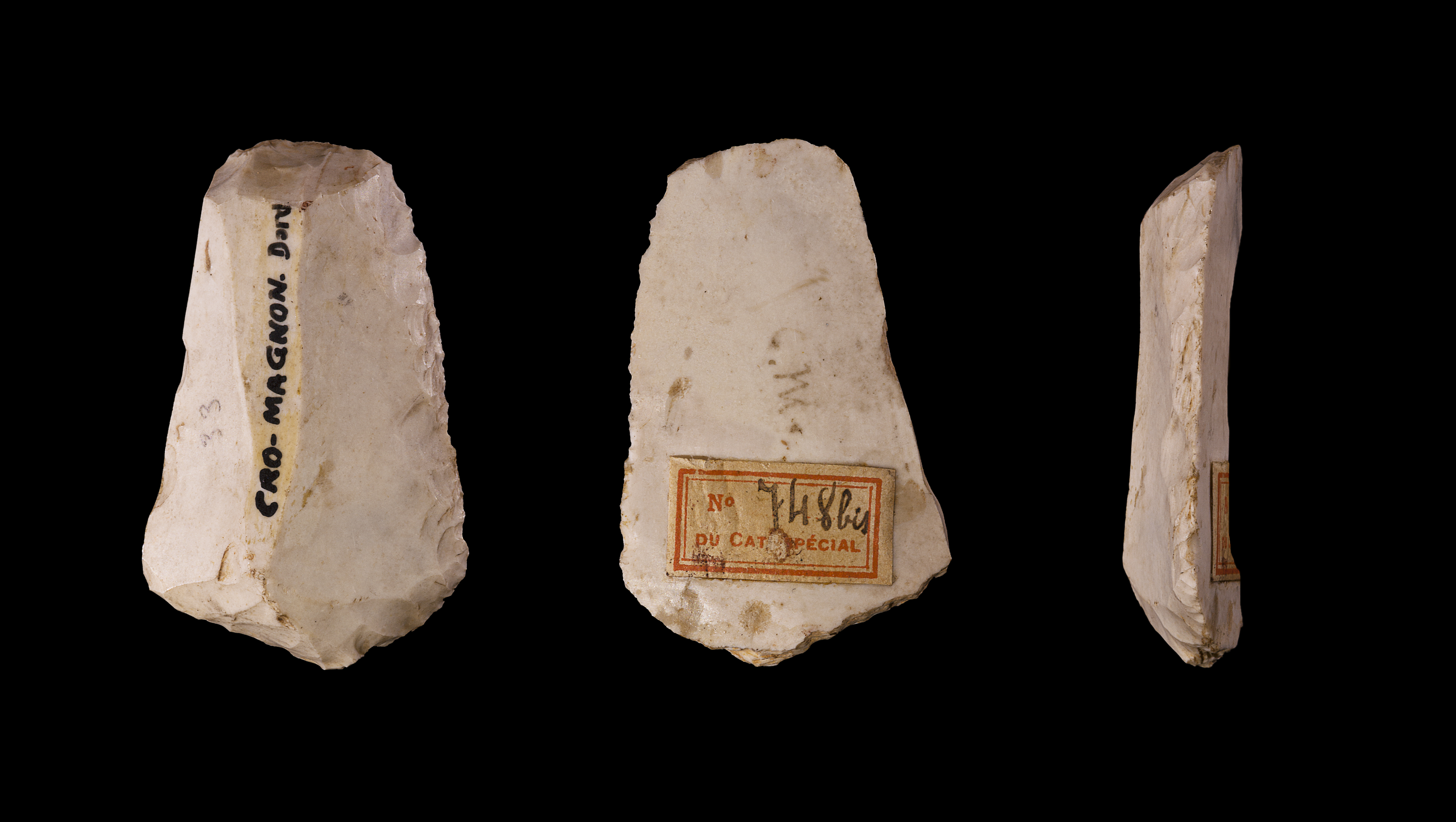
Ostrza kamienne
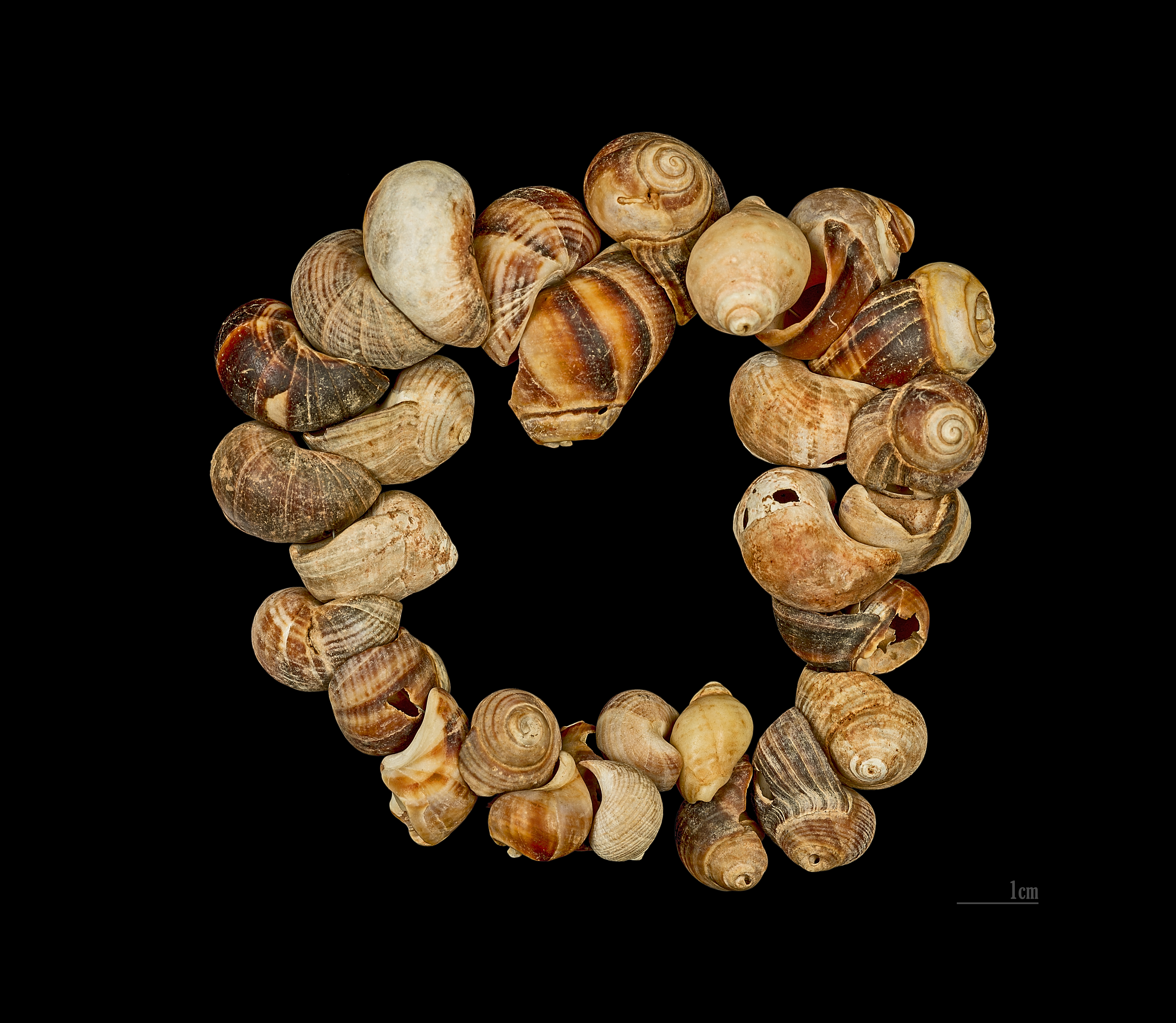
Naszyjnik z muszelek